# La Nuit du jugement
Pour les articles homonymes, voir Judgment Night.
Pour plus de détails, voir Fiche technique et Distribution.
La Nuit du jugement (Judgment Night) est un film d'action américain réalisé par Stephen Hopkins et sorti en 1993.

## Synopsis
À Chicago, Frank Wyatt se rend à un combat de boxe en compagnie de son frère John et de deux amis, Mike Peterson et Ray Cochran. Ce dernier emmène toute l'équipe dans un camping-car qu'il a emprunté. Ils se retrouvent coincés dans les embouteillages sur l'autoroute. Pour ne pas arriver en retard, ils prennent la première sortie et tentent de trouver un chemin moins embouteillé. Malheureusement, ils se perdent et se retrouvent coincés dans un quartier mal famé de la ville où ils renversent un homme. En lui portant secours, ils se rendent compte que l'homme a également une blessure due à une arme à feu. Coincés dans des rues qu'ils ne connaissent pas, les quatre amis vont devoir survivre au gang qui a tiré sur l'homme.

## Fiche technique
Sauf indication contraire, les informations mentionnées dans cette section peuvent être confirmées par la base de données cinématographiques IMDb,  présente dans la section « Liens externes ».
- Titre français : La Nuit du Jugement
- Titre original : Judgment Night
- Réalisation : Stephen Hopkins
- Scénario : Lewis Colick, d'après une histoire de Jere Cunningham et Lewis Colick
- Directeur de la photographie : Peter Levy
- Montage : Tim Wellburn
- Décors : Joseph C. Nemec III
- Costumes : Marilyn Vance
- Musique : Alan Silvestri
- Production : Peter Levy
- Sociétés de production : Largo Entertainment et JVC Entertainment
- Société de distribution : Universal Pictures (États-Unis), United International Pictures (France)
- Pays de production :  États-Unis,  Japon
- Genre : action, thriller
- Durée : 109 minutes
- Date de sortie :
  - États-Unis : 15 octobre 1993
  - France : 1994 (distribué en province[1])

## Distribution
- Emilio Estevez (V.F. : Bernard Gabay) : Francis Howard "Frank" Wyatt
- Cuba Gooding Jr. (V.F. : Julien Kramer) : Mike Peterson
- Denis Leary (V.F. : Emmanuel Jacomy) : Fallon
- Stephen Dorff (V.F. : Jacques Bouanich) : John Wyatt
- Jeremy Piven (V.F. : Patrick Poivey) : Ray Cochran
- Peter Greene (V.F. : Jean-Pierre Leroux) : Sykes
- Everlast : Rhodes

## Production
Le projet démarre initialement sous la forme d'un script spéculatif de Kevin Jarre, intitulé Escape et inspiré d'une idée de Richard Di Lello et Lawrence Gordon. Le scénario sera finalement profondément remanié, notamment par Lewis Colick, seul crédité au générique.
Tom Cruise et Christian Slater ont été envisagé pour le rôle de Frank Wyatt, finalement attribué à Emilio Estevez.
Le tournage a lieu à Chicago ainsi qu'en Californie (Los Angeles, Long Beach, South Pasadena).